# Frank Seeringer
Frank Seeringer (* 8. Oktober 1946 in Osterode) ist ein deutscher Politiker (CDU). Von 1982 bis 1986 war er Mitglied des Niedersächsischen Landtages.

## Leben
Nach der Volksschule besuchte Frank Seeringer das Osteroder Gymnasium und erlangte im Jahr 1966 das Abitur. Im Anschluss verpflichtete er sich für drei Jahre als Soldat auf Zeit bei der Bundeswehr und wurde Hauptmann der Reserve. Ab 1969 studierte er in Göttingen Biologie und Sport. Nach dem Staatsexamen 1973 war er zunächst als Referendar am Gymnasium Josephinum Hildesheim, zwei Jahre später arbeitete er am Osteroder Gymnasium als Studienrat.
Seeringer engagierte sich über lange Jahre in einer Volleyball-Mannschaft der Niedersachsenliga als Trainer und Mannschaftsführer. Er war 22 Jahre lang 1. Vorsitzender des Sportvereins MTV Osterode.
Seine politische Laufbahn begann in der Jungen Union, in der er als deren Kreisvorsitzender und Mitglied des Landesvorstandes aktiv war. Im Jahr 1970 trat er  in die CDU ein und war von 1979 bis 1992 deren Kreisvorsitzender und Mitglied des Bezirks-Vorstandes.
Seeringer war  Aufsichtsratsmitglied der Osteroder Westharzerkraftwerke, später Harz Energie, Vorstandsmitglied im Internationalen Sonnenberg-Kreis, Beiratsmitglied der Osteroder Kreisvolkshochschule und Verwaltungsratsmitglied der Sparkasse Osterode.
Im Jahr 1976 wurde er in den Osteroder Stadtrat gewählt, dort bekleidete er 18 Jahre das Amt des stellvertretenden Bürgermeisters. Im gleichen Jahr wurde er Abgeordneter des Kreistages und fünf Jahre später im Landkreis Osterode erster stellvertretender Landrat, dieses Amt hatte er mit Unterbrechungen bis 2011 inne. Er war 15 Jahre Fraktionsvorsitzender. 2011 kandidierte er bei der Kommunalwahl nicht wieder.
In der 10. Wahlperiode, von 1982 bis 1986, wurde er als Direktkandidat des Wahlkreises Osterode als Mitglied des Niedersächsischen Landtages gewählt. Dort war er Mitglied im Kultus Ausschuss und im Ausschuss für Jugend und Sport.
Von 1986 bis zu seiner Pensionierung 2011 war er Direktor des Niedersächsischen Landesprüfungsamtes an der Universität Göttingen.
Er ist Träger des Verdienstkreuzes am Bande des Verdienstordens der Bundesrepublik Deutschland, des Ehrenringes des Landkreises Osterode und der Stadtverdienstmedaille der Stadt Osterode.
Seeringer bearbeitet die Geschichte der Familie Cludius, der Familie seiner Mutter. Darüber erschien eine Reihe von Veröffentlichungen. Die Zusammenfassung seiner Arbeiten mit dem Titel: Familie Cludius - Die Geschichte einer bedeutenden Bürgerfamilie seit 1392 in Osterode und im Herzogtum Braunschweig Lüneburg - und ihr Lehnbesitz in Osterode, Elbingerode, Düna, Mitlingerode (Feldbrunnen), Dorste, Schwiegershausen, Schöningen, Frellstedt, Reinsdorf, Alverseben, Bardeleben, Börnecke, Zens, Walbeck... wird zur Zeit erstellt.
Er ist verheiratet mit Regina Seeringer und hat zwei Kinder.